# Busuanga (isola)
Busuanga  è la più grande delle isole dell'arcipelago delle Calamian; si trova nel Mar Cinese Meridionale e appartiene alle Filippine.
Amministrativamente l'isola fa parte della Provincia di Palawan ed è suddivisa fra le Municipalità di Busuanga (nord ovest) e Coron (sud-est).
L'insediamento principale è Coron Town (2.800 abitanti), nel sud-est di Busuanga, di fronte all'isola di Coron.
La popolazione di Busuanga appartiene all'etnia dei Calamian Tagbanua, una popolazione distinta dai Tagbanua che vivono sull'isola di Palawan. La loro lingua è il Calamian Tagbanwa.

## Trasporti
Sull'isola sono presenti due aeroporti:
- Aeroporto civile di Busuanga: Francisco B. Reyes Airport (sigla IATA: USU);
- Aeroporto privato di Coron: Pacific Air-VAL Coron Airport (sigla IATA: XCN).

Voli regolari della South East Asian Airlines, Zest Airways (ex Asian Spirit) e Cebu Pacific, collegano Busuanga (USU) con Manila e Puerto Princesa (solo SEAIR). La durata del volo e di circa un'ora in entrambi i casi.
L'aeroporto di Coron è utilizzato per lo più per voli charter.
Via nave è possibile raggiungere Busuanga con collegamenti settimanali della SuperFerry che collegano Manila con Puerto Princesa via Coron Town (e viceversa). La durata del viaggio è di circa 10 ore.